# Apatelomyces ogmoceri
Apatelomyces ogmoceri är en svampart som beskrevs av Thaxt. 1931. Apatelomyces ogmoceri ingår i släktet Apatelomyces och familjen Laboulbeniaceae.   Inga underarter finns listade i Catalogue of Life.